# ديك شيلي
ديك شيلي (بالإنجليزية: Deck Shelley)‏ هو لاعب كرة قدم أمريكية أمريكي، ولد في 4 يونيو 1906 في سان أنطونيو في الولايات المتحدة، وتوفي في 17 ديسمبر 1968 في تمبل في الولايات المتحدة.